# Santa Caterina a Chiaia
Santa Caterina a Chiaia (također poznata kao Santa Caterina martire) je rimokatolička crkva koja se nalazi na adresi via Santa Caterina 76 u Napulju, južna Italija. Nalazi se u blizini Piazze dei Martiri u dijelu grada Chiaia, blizu mjesta gdje Via Santa Caterina teče prema Via Chiaia u sjeni drveća.

## Povijest
Crkvu je prvobitno sagradila obitelj Forti kao malu obiteljsku kapelu, nazvanu "S. Caterenella", a potom je predana franjevačkom redu, koji ju je proširio do 1600. zahvaljujući donacijama, posebno Gonzaga. Sadašnja je crkva, međutim, rezultat niza rekonstrukcija, uključujući barokni stil sve do 1732. godine nakon ozbiljnog potresa te godine.

## Arhitektura
Visoko pročelje karakterizira prikaz mučeništva svete Katarine Aleksandrijske. Glavni ulaz obilježen je pločom u znak sjećanja na obnovu pročelja 1904. godine.
Crkva je u obliku latinskog križa, s bočnim kapelama. U središtu je kupola sagrađena 1601., koja se oslanja na četiri okrugla luka razvijena na četiri stupa koji omeđuju središte crkve. U podnožju ima osam svijetlih prozora iz kojih svjetlost pada u unutrašnjost.
Umjetnička djela u interijeru uglavnom su posvećena životu Svete Katarine, uključujući i istaknutu fresku kupole (1916.) Gustava Girosija.

## Vanjske poveznice
|  | Zajednički poslužitelj ima još gradiva o temi Santa Caterina a Chiaia |

- Službene stranice